# Phil Scott
Phil Scott (hay Philip Brian Scott, sinh ngày 4 tháng 8 năm 1958) là một doanh nhân, chính trị gia người Mỹ. Ông hiện là Thống đốc thứ 82 của tiểu bang Vermont kể từ năm 2017. Ông được bầu làm Thống đốc trong cuộc tổng tuyển cử năm 2016 với 52% phiếu bầu. Năm 2018, ông tái đắc cử nhiệm kỳ thứ hai với tỷ lệ chênh lệch lớn hơn. Ông được bầu vào nhiệm kỳ thứ ba vào năm 2020 với tỷ lệ lớn nhất đối với cuộc bầu cử Thống đốc bang kể từ năm 1996 và lớn nhất đối với một Đảng viên Cộng hòa kể từ năm 1950. Trước đây, ông nguyên là Phó Thống đốc Vermont, một chức vụ mà ông nắm giữ từ năm 2011 đến năm 2017. Trước khi giữ chức vụ Thống đốc, ông là Thượng nghị sĩ tiểu bang đại diện cho quận Washington từ năm 2001 đến năm 2011.
Phil Scott là Đảng viên của Đảng Cộng hòa, học vị Cử nhân Giáo dục. Tính đến năm 2021, ông là thành viên duy nhất của Đảng Cộng hòa giữ chức vụ toàn tiểu bang ở Vermont.

## Xuất thân, giáo dục và kinh doanh

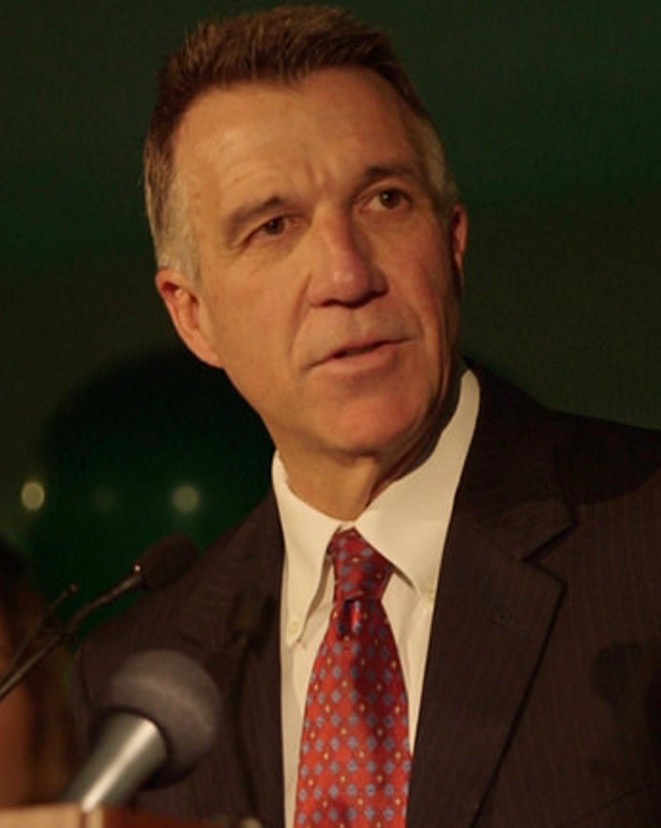
Phil Scott năm 2016.

Phil Scott sinh ngày 4 tháng 8 năm 1958, tại thành phố Barre, quận Washington, Vermont, Hoa Kỳ, tên khai sinh là Philip Brian Scott, là con trai của Marian (Beckley) và Howard Scott. Ông lớn lên ở quê nhà, theo học phổ thông công lập và tốt nghiệp Trường Trung học Spaulding ở Barre năm 1976, và cũng là sinh viên tốt nghiệp năm 1980 của Đại học Vermont, nơi ông nhận bằng Cử nhân Khoa học về Giáo dục.
Sau khi tốt nghiệp trung học, Phil Scott bắt đầu làm việc tại DuBois Construction, một công ty kinh doanh tại thị trấn Middlesex được thành lập bởi chú của ông. Ông trở thành đồng sở hữu vào năm 1986. Về sau, ông là Chủ tịch Hiệp hội Tổng thầu xây dựng Vermont. Vào ngày 6 tháng 1 năm 2012, một vụ hỏa hoạn tại DuBois Construction, nơi ông công tác, đã gây ra thiệt hại đáng kể, nhưng các chủ sở hữu đã có thể xây dựng lại và tiếp tục hoạt động. Sau khi được bầu làm Thống đốc, Phil Scott đã bán cổ phần của mình trong công ty để tránh xung đột lợi ích có thể xảy ra, vì DuBois Construction ký kết giao dịch kinh doanh với bang Vermont. Ông đã bán hết phần sở hữu của mình (50%) với giá 2,5 triệu USD cộng với 3% lãi suất, phải trả trong vòng 15 năm. Các nhà phê bình cho rằng việc ông bán cổ phần không loại bỏ hoàn toàn xung đột lợi ích có thể xảy ra, nhưng ông và luật sư đã thay mặt đàm phán về việc bán cổ phần này đã không đồng ý với nhận định phê bình.

## Sự nghiệp chính trị

### Thượng viện Vermont
Là một Đảng viên Cộng hòa, Phil Scott được bầu vào Thượng viện Vermont năm 2000, là một trong ba thượng nghị sĩ đại diện cho khu bầu cử Thượng viện toàn quận Washington. Ông đã được bầu lại bốn lần và phục vụ từ năm 2001 đến năm 2011. Trong sự nghiệp thượng viện của mình, ông lần lượt là Phó Chủ tịch Ủy ban Vận tải, Chủ tịch Ủy ban Định chế Hiến pháp tiểu bang. Ông cũng từng là thành viên của Ủy ban Tài nguyên và Năng lượng. Với tư cách là Chủ tịch Ủy ban Định chế Thượng viện, ông đã thiết kế lại căn tin của toàn nhà Hội đồng Lập pháp tiểu bang để tăng hiệu quả. Trong thời gian ở thượng viện, ông phục vụ trong một số ủy ban đặc biệt, bao gồm Ủy ban Đề cử Tư pháp, Ủy ban Cố vấn Lập pháp tại Hạ viện, Ủy ban Giám sát chung và Ủy ban Hội đồng Lập pháp.

### Phó Thống đốc Vermont
Vào ngày 2 tháng 11 năm 2010, Phil Scott được bầu làm Phó Thống đốc Vermont, ông đánh bại Steve Howard và nhậm chức vào ngày 6 tháng 1 năm 2011. Ông được bầu lại vào năm 2012, đánh bại Cassandra Gekas, và được bầu cho nhiệm kỳ thứ ba vào năm 2014, đánh bại Dean Corren. Với tư cách là Phó Thống đốc, ông chủ trì Thượng viện Vermont. Ngoài ra, ông còn là thành viên của một số ủy ban, hội đồng trong thượng viện. Với tư cách là Thượng nghị sĩ tiểu bang và Phó thống đốc, ông đã hoạt động tích cực với một số dự án phục vụ cộng đồng. Năm 2005, ông thành lập chương trình Wheels for Warmth, chuyên mua lốp ô tô đã qua sử dụng và bán lại những chiếc an toàn, với lợi nhuận thu được sẽ dành cho các chương trình hỗ trợ nhiên liệu sưởi ấm ở Vermont.

## Thống đốc Vermont

### Tranh cử
Vào tháng 9 năm 2015, Phil Scott tuyên bố ứng cử vào vị trí Thống đốc Vermont. Một cuộc thăm dò đầu năm 2016 do Đài phát thanh công cộng Vermont ủy thác và Viện thăm dò ý kiến của Đại học Castleton chỉ ra rằng trong số hai ứng cử viên cho đề cử Thống đốc của Đảng Cộng hòa, Scott được 42% người được hỏi ưa thích, so với 4% cho ứng cử viên Bruce Lisman. Một cuộc thăm dò do tổ chức Energy Independent Vermont ủy thác vào cuối tháng 6 năm 2016 chỉ ra rằng ông nhận được sự ủng hộ của 68% Đảng viên Đảng Cộng hòa, trong khi đối thủ nhận được sự ủng hộ của 23% Đảng viên Đảng Cộng hòa. Vào ngày 9 tháng 8, ông đã đánh bại đối thủ trong cuộc bầu cử sơ bộ với chênh lệch 21%. Sau đó, ông đã đánh bại Sue Minter, ứng cử viên của Đảng Dân chủ trong cuộc tổng tuyển cử tháng 11 với cách biệt 8,7%.

### Nhiệm kỳ

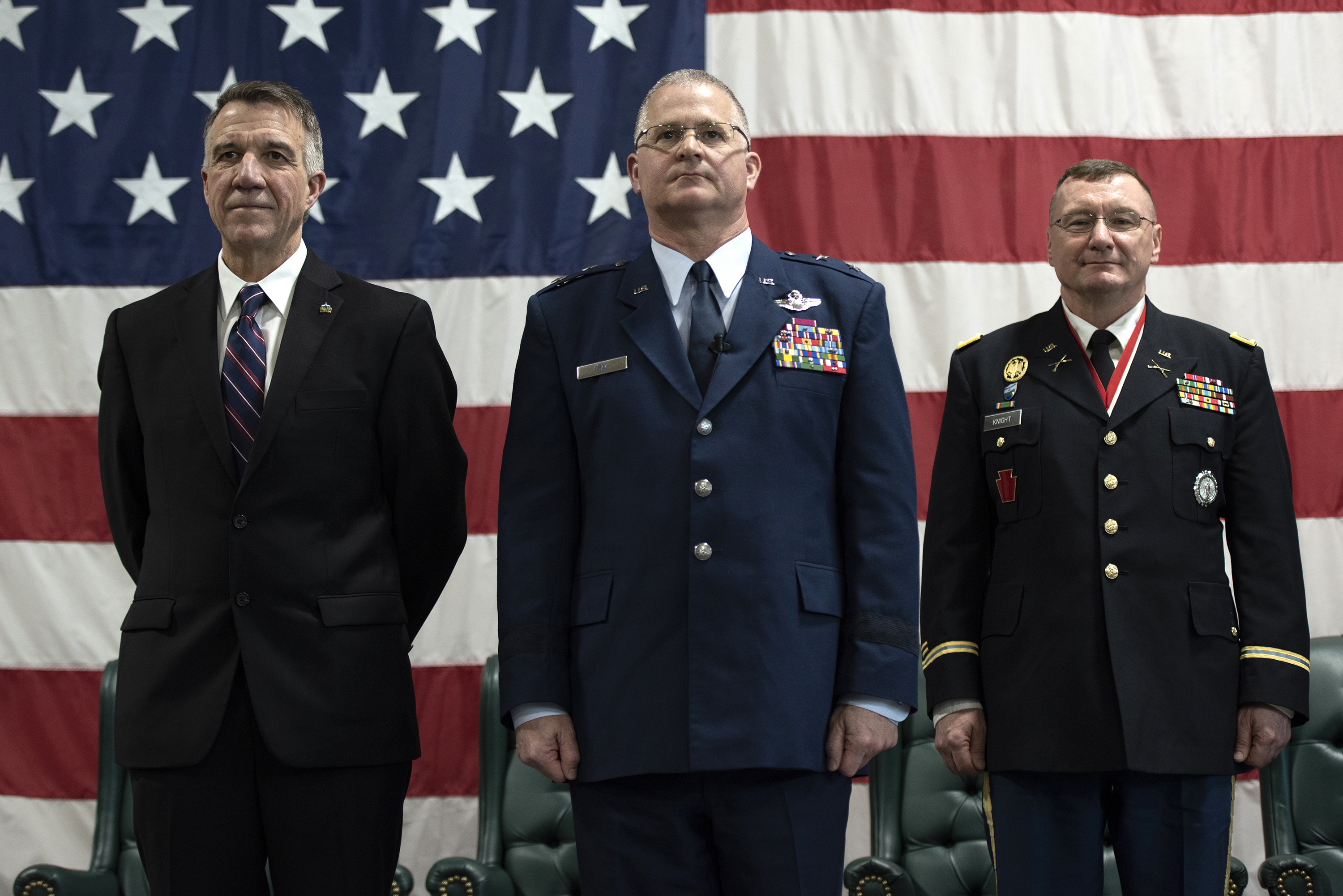
Phil Scott cùng Tướng quân Không quân, Vệ binh Vermont năm 2019.

Ngày 5 tháng 1 năm 2017, Phil Scott tuyên thệ nhậm chức Thống đốc Vermont. Trong nhiệm kỳ của mình, ông đã thực hiện nhiều chính sách toàn tiểu bang như các đời Thống đốc khác.
Theo một cuộc thăm dò của hãng Morning Consult được công bố vào tháng 10 năm 2017, xếp hạng chấp thuận của Thống đốc Scott ở mức 60%, khiến ông trở thành Thống đốc được yêu thích thứ bảy ở Hoa Kỳ. Cuộc thăm dò được thực hiện trong khoảng thời gian từ ngày 1 tháng 7 năm 2017 đến ngày 30 tháng 9 năm 2017 và có biên độ sai số là 4%. Vào tháng 4 năm 2018, một cuộc thăm dò khác của Morning Consult chỉ ra rằng tỷ lệ chấp thuận của Thống đốc Scott đã tăng lên 65%, khiến ông trở thành Thống đốc được yêu thích thứ tư trong cả nước. Tuy nhiên, tỷ lệ ủng hộ của ông đã giảm xuống 52% vào tháng 5 năm 2018, và 47% vào tháng 7, đánh dấu mức giảm phổ biến lớn nhất của bất kỳ Thống đốc nào trên toàn quốc.

## Lịch sử tranh cử
Tính đến năm 2021, Phil Scott đã trả qua 11 kỳ bầu cử cho các vị trí Thượng nghị sĩ tiểu bang, Phó Thống đốc và Thống đốc Vermont. Ông đều giành chiến thắng trong các kỳ bầu cử này.
| Tổng tuyển cử Thống đốc Vermont năm 2020 Vermont | Tổng tuyển cử Thống đốc Vermont năm 2020 Vermont | Tổng tuyển cử Thống đốc Vermont năm 2020 Vermont | Tổng tuyển cử Thống đốc Vermont năm 2020 Vermont | Tổng tuyển cử Thống đốc Vermont năm 2020 Vermont | Tổng tuyển cử Thống đốc Vermont năm 2020 Vermont |
| Đảng                                             | Đảng                                             | Ứng cử viên                                      | Số phiếu                                         | %                                                | ±                                                |
| ------------------------------------------------ | ------------------------------------------------ | ------------------------------------------------ | ------------------------------------------------ | ------------------------------------------------ | ------------------------------------------------ |
|                                                  | Cộng hòa                                         | Phil Scott (đương nhiệm)                         | 248.412                                          | 68,49%                                           | +13,30%                                          |
|                                                  | Dân chủ                                          | David Zuckerman                                  | 99.214                                           | 27,35%                                           | -12,90%                                          |
| Tổng số phiếu                                    | Tổng số phiếu                                    | Tổng số phiếu                                    | 362.711                                          | 100.00%                                          | +32,33                                           |
|                                                  | Cộng hòa Giữ ghế                                 |                                                  |                                                  |                                                  |                                                  |

| Tổng tuyển cử Thống đốc Vermont năm 2018 | Tổng tuyển cử Thống đốc Vermont năm 2018 | Tổng tuyển cử Thống đốc Vermont năm 2018 | Tổng tuyển cử Thống đốc Vermont năm 2018 | Tổng tuyển cử Thống đốc Vermont năm 2018 | Tổng tuyển cử Thống đốc Vermont năm 2018 |
| Đảng                                     | Đảng                                     | Ứng cử viên                              | Số phiếu                                 | %                                        | ±                                        |
| ---------------------------------------- | ---------------------------------------- | ---------------------------------------- | ---------------------------------------- | ---------------------------------------- | ---------------------------------------- |
|                                          | Cộng hòa                                 | Phil Scott (đương nhiệm)                 | 151.261                                  | 55,19%                                   | +2,28%                                   |
|                                          | Dân chủ                                  | Christine Hallquist                      | 110.335                                  | 40,25%                                   | -3,91%                                   |
| Tổng số phiếu                            | Tổng số phiếu                            | Tổng số phiếu                            | 274.087                                  | 100.0%                                   | N/A                                      |
|                                          | Cộng hòa Giữ ghế                         |                                          |                                          |                                          |                                          |

| Đảng          | Đảng          | Thành viên    | Phiếu bầu | %     |
| ------------- | ------------- | ------------- | --------- | ----- |
|               | Cộng hòa      | Phil Scott    | 166,249   | 52,9% |
|               | Dân chủ       | Sue Minter    | 138,935   | 44,2% |
| Tổng số phiếu | Tổng số phiếu | Tổng số phiếu | 313,992   | 100%  |

| Đảng          | Đảng          | Thành viên    | Phiếu bầu | %       |
| ------------- | ------------- | ------------- | --------- | ------- |
|               | Cộng hòa      | Phil Scott    | 27,669    | 60,50%  |
|               | Cộng hòa      | Bruce Lisman  | 18,055    | 39,50%  |
| Tổng số phiếu | Tổng số phiếu | Tổng số phiếu | 45,772    | 100.00% |

## Đời tư
Phil Scott sống ở quê nhà tại thị trấn Berlin, quận Washington, Vermon cùng với vợ là Diana McTeague Scott. Ông có hai con gái trưởng thành là Erica Scott và Rachael Scott.